# Розбітувка
Розбітувка (пол. Rozbitówka) — село в Польщі, у гміні Тучна Більського повіту Люблінського воєводства. Населення — 95 осіб (2011).

## Історія
За даними етнографічної експедиції 1869—1870 років під керівництвом Павла Чубинського, у селі переважно проживали греко-католики, які розмовляли українською мовою.
За німецьким переписом 1940 року, у селі проживало 211 осіб, з них 164 українців, 34 поляків і 13 «русинів».
У 1975—1998 роках село належало до Білопідляського воєводства.

## Демографія
Демографічна структура станом на 31 березня 2011 року:
|          | Загалом | Допрацездатний вік | Працездатний вік | Постпрацездатний вік |
| -------- | ------- | ------------------ | ---------------- | -------------------- |
| Чоловіки | 48      | 10                 | 27               | 11                   |
| Жінки    | 47      | 8                  | 18               | 21                   |
| Разом    | 95      | 18                 | 45               | 32                   |